# Ильин, Владимир Петрович
Ильин Владимир Петрович (22 января 1928 года, Ленинград, СССР — 16 октября 2011, Санкт-Петербург, Россия) — доктор технических наук, ученый-эксперт в области механики твердого тела, Член-корреспондент РААСН.

## Биография
Родился 22 января 1928 года в Ленинграде.
В 1958 году окончил Ленинградский инженерно-строительный институт по специальности (ЛИСИ) «инженер-строитель», получив диплом с отличием. После выпуска в течение четырёх лет работал инженером проектного института «Ленинградский Промстройпроект», позднее там же занимал должность главного специалиста.
С 1962 по 1965 годы обучался в аспирантуре ЛИСИ. В 1966 году защитил кандидатскую, а в 1972 — докторскую диссертации.
С 1967 года начал карьеру в ЛИСИ, пройдя путь от ассистента до профессора кафедры сопротивления материалов. Занимал пост декана общетехнического факультета с 1972 по 1974 год.
В 1974 году был назначен ректором ЛИСИ. Пробыл на этом посту до 1985 года.
Скончался 16 октября 2011 года в Санкт-Петербурге, похоронен на Ново-Волковском кладбище.

## Научная деятельность
Среди научных интересов — прочность, жёсткость, устойчивость и колебания тонких оболочек. Занимался научно-техническими разработками в области нелинейной статики и динамики тонкостенных конструкций. Написал более 100 опубликованных работ и четыре монографии.
Внес огромный научно-практический вклад в индустрию. Результаты его исследований являются частью СНиП (Строительные нормы и правила). Разработал, спроектировал и осуществил авторский надзор за возведением уникальных лесов для реставрации шпиля собора Петропавловской крепости к 300-летию Санкт-Петербурга.
В качестве эксперта привлекался к оценке надёжности эксплуатации знаковых для страны объектов, в том числе трубопроводов атомных электростанций.
Подготовил 20 кандидатов и двух докторов наук.

## Награды и звания
- Медаль «За доблестный труд в ознаменование столетия со дня рождения В. И. Ленина» (1970);
- Медаль «Ветеран труда» (1984);
- Орден Почёта (2003);
- Медаль «В память 300-летия Санкт-Петербурга» (2003).
- Почётный строитель РФ (2002);
- Заслуженный деятель науки и техники РФ (2003);
- Почётный ректор СПбГАСУ (2006);
- Член Международного общества «ЕАНЕ» (Общество инженеров в области аэро- и гидроупругости).